# バラード/君とつくる未来
「バラード/君とつくる未来」（バラード/きみとつくるみらい）は、2011年1月26日にトイズファクトリーから発売された、ケツメイシのメジャー21枚目・通算24枚目のシングル。　

## 概要
「闘え! サラリーマン」から約2ヶ月ぶりとなる、2011年第1弾シングル。
両A面シングルは、2007年「聖なる夜に/冬物語」以来約3年2ヶ月ぶりの2回目。
収録曲の「バラード」は、ラップ部分を極力少なくし、タイトル通りの「バラード」にしようというグループ初の試みのもと作られた。
「バラード」のMVには、和田聰宏と松岡音々が恋人役で出演し､ ドラマ仕立てとなっている。監督及び演出・脚本はウスイヒロシ。

## 収録曲
全作詞：ケツメイシ
1. バラード
  - 作曲・編曲：ケツメイシ&yanagiman
  - 日本テレビ系『スッキリ!!』2011年2月度テーマソング。
2. 君とつくる未来
  - 作曲・編曲：ケツメイシ&Naoki-T
  - 東京電力CMソング[3]。テレビ朝日系ドラマ『ハガネの女 season2』挿入歌。
  - 結婚披露宴のプロフィールビデオ自動作成サービス「レコフォト for Wedding」が2012年に発表した「2012上半期 人気ウエディングソングランキング」では第3位、一般社団法人音楽特定利用促進機構（ISUMアイサム）が2019年に発表した全国の結婚式場での1年間の利用実績に基づいた「2018年度 ISUMブライダルミュージックTOP10」では様々なシーン別のランキングにランクインするなど、ウェディング・ソングとしても使用されている[4][5]。
3. マイガール
  - 作曲・編曲：ケツメイシ&yanagiman